# 317 (číslo)
Tři sta sedmnáct je přirozené číslo, které následuje po čísle tři sta šestnáct a předchází číslu tři sta osmnáct. Římskými číslicemi se zapisuje CCCXVII a řeckými číslicemi τιζ.

## Matematika
317 je:
- Prvočíslo
- Nešťastné číslo
- Nepříznivé číslo

## Astronomie
- (317) Roxane je planetka hlavního pásu, kterou objevil v roce 1891 Auguste Charlois

## Doprava
- Silnice II/317 je česká silnice II. třídy vedoucí na trase Borohrádek – Choceň – I/35[1][2][3][4]

## Roky
- 317
- 317 př. n. l.